# 22. světové skautské jamboree
22. světové skautské jamboree (švédsky 22: a världsjamboreen) bylo světové skautské jamboree, které se konalo v Rinkaby u Kristianstadu v jižním Švédsku od 27. července do 7. srpna 2011. Jeho mottem bylo Jednoduše skauting. Zúčastnilo se ho 40 061 skautů, vůdců a dospělých dobrovolníků ze 166 různých zemí.

## Tábořiště

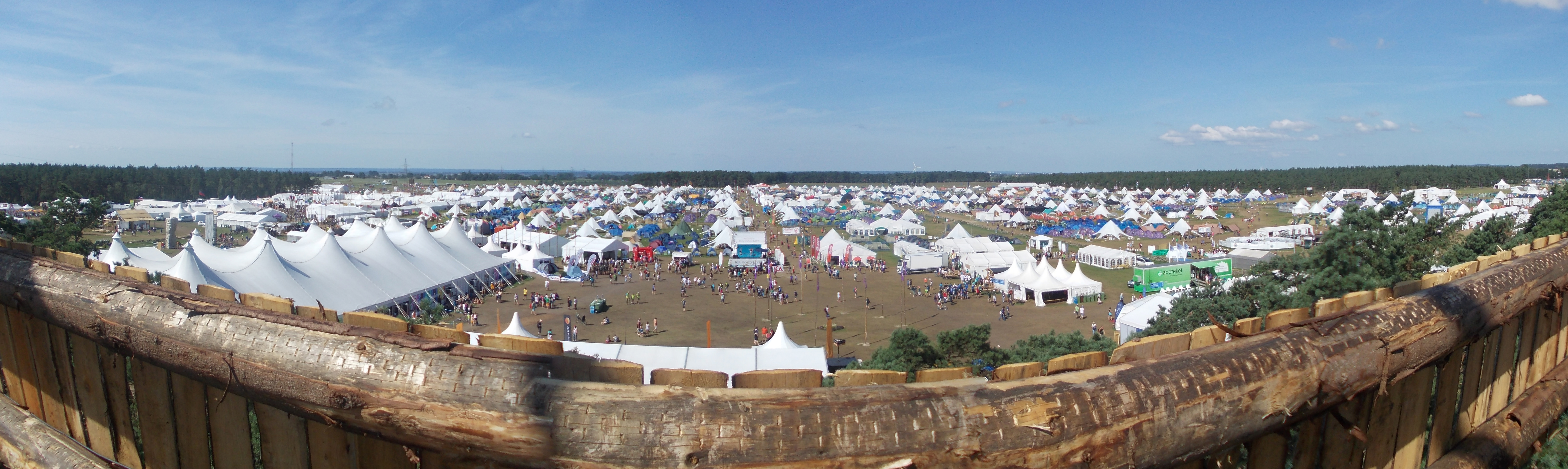
Pohled na tábořiště jamboree

Jamboree se uskutečnilo na polích v okolí Rinkaby. V roce 2001 se zde konalo národní jamboree s 26 700 účastníky a další národní jamboree Jiingijamborii se zde konalo 14. až 22. července 2007. Prostor kempu samotného leží v blízkosti pobřeží na písčité půdě, obklopené borovými lesy. Písčitá půda zabraňuje hromadění srážek, a tudíž nehrozilo podmáčení jakýchkoli částí areálu kempu. Tábořiště bylo přibližně čtvercové o straně 1,5 km. Malé plochy lesa rozdělovaly tábořiště na menší části.
Průměrná denní teplota v období, kdy se konalo jamboree, je 22 °C, průměrná noční teplota je 17 °C. Slunce vycházelo v 5 hodin ráno a zapadalo v 9 večer. Pitná voda byla na místě k dispozici ze studní. Na tábořišti byl v zemi vybudován rozsáhlý systém rozvodů vody a elektřiny s ohledem na toto jamboree.
V jižní části tábořiště byla volná plocha s přírodním amfiteátrem. V blízkosti tábořiště byly písčité pláže s písečnými dunami vytvořenými větrem. Z tábořiště byla na pláž organizována kyvadlová doprava.

## Zahajovací a závěrečný ceremoniál
Slavnostní zahájení se konalo 27. července 2011. Jeho součástí byla ukázka historie a geografie Švédska, s hudbou, včetně písně „Changing the world“, kterou zahráli Daniel Lemma a Pär Klang. Součásti byl také průvod vlajek (jeden z každé země) a oficiální předání pořadatelství z Velké Británie do Švédska; to provedl Bear Grylls, který slanil ze střechy jeviště (měl v plánu paragliding, ale svůj plán musel změnit kvůli špatnému počasí).

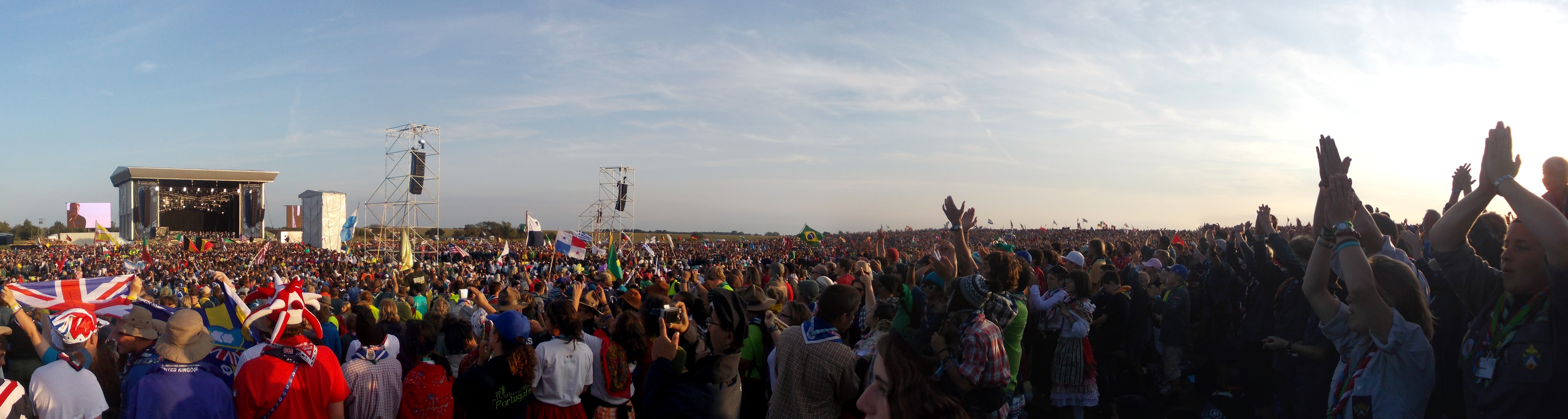
Slavnostní zahájení 22. jamboree 2011

Závěrečný ceremoniál se konal 6. srpna 2011, s živou hudbou rockové kapely Europe, včetně skladby „The Final Countdown“, a s belgickou zpěvačkou Kate Ryan. V polovině jejího představení začala bouře se silným deštěm. Na závěr každý přítomný skaut, včetně krále Švédska, potvrdil svůj skautský slib.